# 紐芬蘭時區
紐芬蘭時區（英語：Newfoundland Time Zone，NT）是一個地理區域，通過從標準時間的協調世界時 (UTC) 減去3+1⁄2小時來計算時間，從而得出UTC−03:30的時間。夏令時使用時，紐芬蘭時間為UTC減去2+1⁄2小時。該區域的時鐘時間基於格林威治天文台以西52度30角分子午線的平均太陽時。它僅在加拿大的紐芬蘭與拉布拉多省被使用。

## 來源
- Official times across Canada （页面存档备份，存于）
- World time zone map （页面存档备份，存于）
- U.S. time zone map （页面存档备份，存于）
- History of U.S. time zones and UTC conversion （页面存档备份，存于） (dead link)
- Canada time zone map （页面存档备份，存于）
- Time zones for major world cities （页面存档备份，存于）